# Волинь-2
«Воли́нь-2» — український футбольний клуб з Луцька. Створений 2020 року як фарм-клуб «Волині». В сезоні 2020/21 виступав у Другій лізі чемпіонату України.